# Joshua Kadison
Joshua Kadison (* 8. Februar 1963 in Santa Barbara, Kalifornien) ist ein US-amerikanischer Popmusiker.

## Leben
Joshua Kadison ist der Sohn der Schauspielerin Gloria Castillo und des Drehbuchautors, Produzenten und Regisseurs Ellis Kadison. 1978, als Kadison 15 Jahre alt war, starb seine Mutter 45-jährig an Krebs.
2005 trennte er sich von seiner langjährigen Freundin und machte später seine Bisexualität publik.

## Musikalische Karriere
1994 landete Kadison mit Jessie aus seinem ersten Album Painted Desert Serenade einen Hit. Weitere erfolgreiche Titel von diesem Album waren Picture Postcards from L. A. und Beautiful in My Eyes. Gerüchte, er habe Jessie der Schauspielerin Sarah Jessica Parker gewidmet und sei damals mit ihr liiert gewesen, hat er dementiert.
Sein zweites Album Delilah Blue verkaufte sich gegenüber dem Vorgänger eher mäßig; die einzige Singleauskopplung, Take It on Faith, rangierte in der Hitparade weit hinten. EMI löste den Vertrag mit Kadison auf. Nach einer dreijährigen Veröffentlichungspause erschienen 1998 sein Buch 17 Ways to Eat a Mango: A Discovered Journal of Life on an Island of Miracles und seine 5-Track-EP Saturday Night in Storyville bei einem kleinen Label, bei dem ein Jahr später auch das Album Troubadour in a TimeQuake erschien.
Weitere drei Jahre später war er bei EMI wieder willkommen: Sein bisher letztes Album bei einem großen Label, Vanishing America, produziert von Leslie Mandoki, kam auf den Markt. Es konnte den Erfolg des Erstlings nicht wiederholen. Die Single Carolina’s Eyes war zwar ein Radio-Hit, erwies sich aber als verkaufsschwach.
Mit seinen Stücken der Venice Beach Sessions 1 und Venice Beach Sessions 2, die man auf seiner Website oder auf iTunes herunterladen kann, kam Joshua Kadison im Spätsommer 2006 zum ersten Mal auf große Deutschlandtournee, die Konzerte waren allesamt gut besucht.
Im Frühjahr 2008 brachte er eine weitere 6-Track-EP mit dem Titel Return of the Dragonfly heraus, ebenfalls im Frühjahr 2008 war er erneut auf Deutschlandtournee.

## Diskografie

### Alben und EPs
- 1994: Painted Desert Serenade
- 1995: Delilah Blue
- 1998: Saturday Night in Storyville (EP)
- 1999: Troubadour in a TimeQuake
- 2001: Vanishing America
- 2005: The Venice Beach Sessions – Part 1 (EP)
- 2006: The Venice Beach Sessions – Part 2 (EP)
- 2008: Return of the Dragonfly (EP)

### Singles
- 1993: Jessie
- 1994: Picture Postcards from L. A.
- 1994: Beautiful in My Eyes
- 1995: Take It on Faith
- 1996: Delilah Blue
- 2001: Carolina’s Eyes
- 2001: El Diablo Amor

## Auszeichnungen für Musikverkäufe
| Goldene Schallplatte - Australien - 1994: für die Single Jessie - 1995: für die Single Beautiful in My Eyes - Europa - 1995: für das Album Painted Desert Serenade - Kanada - 1995: für das Album Painted Desert Serenade - Neuseeland - 1994: für die Single Jessie - 1995: für das Album Delilah Blue - Norwegen - 1994: für das Album Painted Desert Serenade | Platin-Schallplatte - Australien - 1995: für das Album Painted Desert Serenade 3× Platin-Schallplatte - Neuseeland - 1995: für das Album Painted Desert Serenade |

Anmerkung: Auszeichnungen in Ländern aus den Charttabellen bzw. Chartboxen sind in ebendiesen zu finden.
| Land/RegionAuszeichnungen für Musikverkäufe (Land/Region, Auszeichnungen, Verkäufe, Quellen) | Gold     | Platin     | Verkäufe  | Quellen           |
| -------------------------------------------------------------------------------------------- | -------- | ---------- | --------- | ----------------- |
| Australien (ARIA)                                                                            | 2× Gold2 | Platin1    | 140.000   | aria.com.au       |
| Deutschland (BVMI)                                                                           | —        | Platin1    | 500.000   | musikindustrie.de |
| Europa (IFPI)                                                                                | Gold1    | —          | (500.000) | Einzelnachweise   |
| Kanada (MC)                                                                                  | Gold1    | —          | 50.000    | musiccanada.com   |
| Neuseeland (RMNZ)                                                                            | 2× Gold2 | 3× Platin3 | 60.000    | Einzelnachweise   |
| Norwegen (IFPI)                                                                              | Gold1    | —          | 25.000    | ifpi.no           |
| Österreich (IFPI)                                                                            | Gold1    | —          | 25.000    | ifpi.at           |
| Schweiz (IFPI)                                                                               | Gold1    | —          | 25.000    | hitparade.ch      |
| Vereinigte Staaten (RIAA)                                                                    | —        | Platin1    | 1.000.000 | riaa.com          |
| Insgesamt                                                                                    | 9× Gold9 | 6× Platin6 |           |                   |

## Bibliografie
- 17 Ways to Eat a Mango: A Discovered Journal of Life on an Island of Miracles. Hyperion, New York 1999. ISBN 0-7868-6457-5.
  - Übersetzung: Siebzehn Arten, eine Mango zu essen. Dt. von Helga Augustin. Knaur, München 1999. ISBN 3-426-66061-X.